# 伊恩·佩斯利

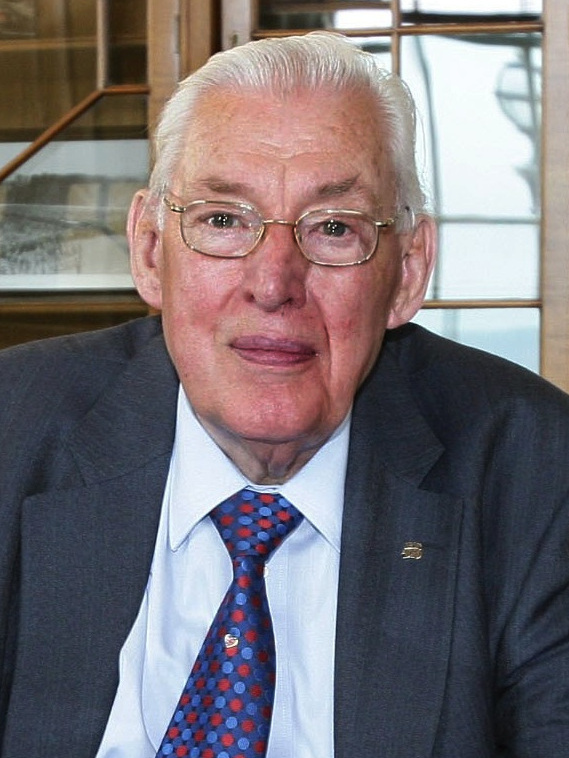
班塞爾勳爵牧師閣下
The Rev. and Rt. Hon.
The Lord Bannside

班塞爾男爵伊恩·理查·凱爾·佩斯利，PC（英語：Ian Richard Kyle Paisley, Baron Paisley of Bannside，1926年4月6日—2014年9月12日），英國北愛爾蘭民主統一黨政治家和自由長老教會牧師。
佩斯利在1971年至2008年間出任民主統一黨黨魁，並在1970年至2010年和1998年至2011年間分別擔任下議院和北愛爾蘭議會議員，同樣代表北安特里姆選區。
佩斯利在2007年5月8日當選為北愛爾蘭第一部長，控制北愛爾蘭議會，至2008年6月8日卸任。
在2010年5月卸任議員時，他的兒子小伊恩·佩斯利在大選中勝出該區，成功繼承父親的議席。6月，他獲英廷正式冊封為終身貴族。
佩斯利是北愛爾蘭的親英派代表之一，他在政治立場上極力反對北愛爾蘭與愛爾蘭共和國合併。
他於2014年9月12日逝世，終年88歲。

## 外部連結
- 英國廣播公司：伊恩·佩斯利簡歷 （页面存档备份，存于）（2007年）